# Roberto Calcaterra
Roberto Calcaterra (Civitavecchia, 6 febbraio 1972) è un pallanuotista italiano, vincitore di una medaglia di bronzo ai giochi olimpici di Atlanta 1996.
È il fratello di Alessandro e padre di Enrico, giocatore in Serie A1 e A2.

## Carriera
Roberto Calcaterra inizia la sua carriera con le giovanili della SNC Civitavecchia, dove vince lo scudetto juniores, per poi esordire in Serie A1 il giorno del suo sedicesimo compleanno contro il RN Camogli. All'età di 19 anni si trasferisce a Pescara con il quale negli anni '90 vince due scudetti, due Coppe delle Coppe, una Coppa LEN, una Supercoppa LEN e due Coppe Italia. Tra le finali disputate spicca quella in Coppa dei Campioni, unico trofeo che non riuscì a conquistare in Abruzzo. Convocato per prima volta in nazionale a 18 anni, tra il 1993 ed il 1995 con il Settebello di Ratko Rudić conquisterà due Campionati Europei ed un Campionato Mondiale.
L'avventura col Settebello si conclude nel 2004 con l'Olimpiade di Atene. In questi 14 anni colleziona 430 presenze e partecipazioni a 3 Olimpiadi, 4 campionati del mondo e 7 campionati europei.
Nel 1999 passa alla Rari Nantes Florentia con la quale è due volte vicecampione d'Italia, arriva in finale di Coppa delle Coppe e nell'anno successivo la conquista. Dopo due anni ritorna al Pescara per poi trasferirsi dopo solo una stagione alla Leonessa Brescia. Col Brescia vince subito la Coppa LEN e lo scudetto 2003 battendo in una finale memorabile la Pro Recco, in cui è proprio lui a segnare il golden gol nel terzo tempo supplementare di gara-5. Nel 2006 conquista un'altra Coppa LEN ed è per altre due volte vicecampione d'Italia dietro la Pro Recco, oltre a giocare due finali di Supercoppa LEN.
Nel 2011 arriva al secondo posto in Coppa Italia, trofeo che conquista l'anno successivo. Conclude la sua carriera agonistica nel 2013, sempre nella An Brescia. Dal 2014 oltre ad essere allenatore ed organizzatore di tornei giovanili è stato anche dirigente di Monza, Roma Vis Nova e Pescara.

## Palmarès

### Club
- Campionato italiano: 3

Pescara: 1996-97, 1997-98
Leonessa: 2002-03
- Coppe Italia: 3

Pescara: 1991-92, 1997-98
Leonessa: 2011-12
- Coppe LEN: 3

Pescara: 1995-96
Leonessa: 2002-03, 2005-06
- Coppa delle Coppe: 3

Pescara: 1992-93, 1993-94
Florentia: 2000-01
- Supercoppa LEN: 1

Pescara: 1993

### Nazionale
- Olimpiadi

Atlanta 1996: 
- Mondiali

Roma 1994: 
Barcellona 2003: 
- Coppa del Mondo

Atlanta 1995: 
Sidney 1999: 
- World League

New York 2003: 
- Europei

Sheffield 1993: 
Vienna 1995: 
Firenze 1999: 
Budapest 2001: 
- Giochi del Mediterraneo

Tunisi 2001: 

## Riconoscimenti
- 2012 L'atleta di Ieri, Oggi e Domani, UNVS - Unione Nazionale Veterani dello Sport[7]